# Re di Sumer e Akkad

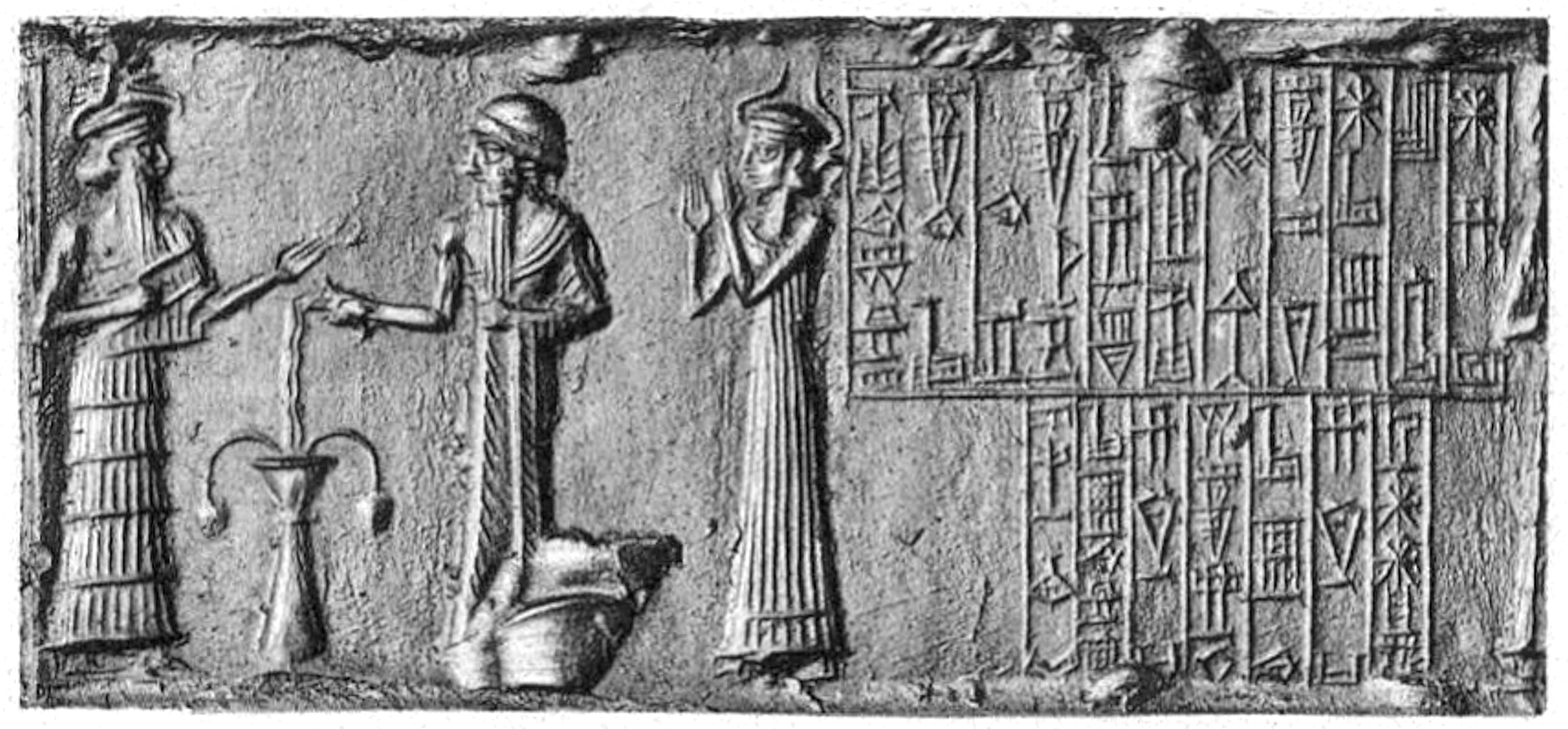
Sigillo cilindrico di Shulgi di Ur (regno c. 2094–2047 a.C.). L'iscrizione recita "A Nuska, ministro supremo di Enlil, suo re, per la vita di Shulgi, forte eroe, re di Ur, re di Sumer e Akkad".

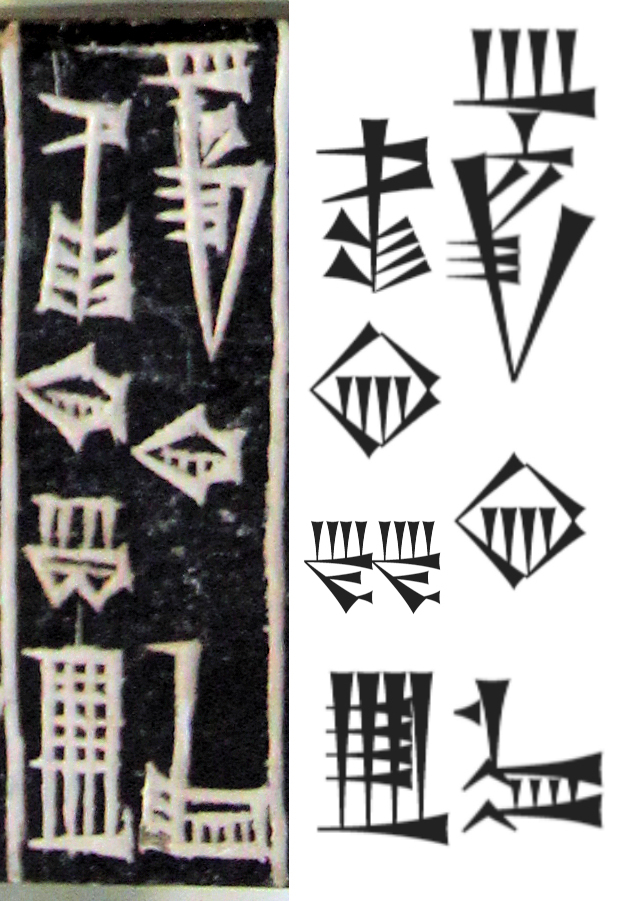
Iscrizione cuneiforme Lugal Kiuri, "Re di Sumer e Akkad", su un sigillo di Shulgi (2094-2047 aC). La finale ke _{4} è il composto di -k (caso genitivo) e -e (ergativo).

Re di Sumer e Akkad (sumero: 𒈗𒆠𒂗𒄀𒆠𒌵 lugal -ki-en-gi-ki-uri, accadico: šar māt Šumeri u Akkadi) fu un titolo regale nell'antica Mesopotamia combinante i titoli di "Re di Akkad", detenuto dai re dell'Impero accadico (2334-2154 a.C.), e di "Re di Sumer". Il titolo contemporaneamente rivendicava l'eredità e la gloria dell'antico impero che era stato fondato da Sargon di Akkad (2334-2279 a.C.) e dichiarava di governare l'intera Mesopotamia inferiore, composta dalle regioni di Sumer nel sud e Akkad nel nord.
Nonostante entrambi i titoli "Re di Sumer" e "Re di Akkad" fossero stati usati dai re accadici, il titolo fu introdotto nella sua forma combinata dal re neo-sumero Ur-Nammu (circa 2112-2095 a.C.), della Terza dinastia di Ur, che lo creò nel tentativo di unificare le parti meridionale e settentrionale della Bassa Mesopotamia sotto il suo governo.
Nei secoli successivi della storia mesopotamica, quando i regni principali erano l'Assiria e Babilonia, il titolo era usato principalmente dai monarchi di Babilonia poiché governavano la Bassa Mesopotamia. Per i re assiri, il titolo divenne un'affermazione formale di autorità sulla città di Babilonia e le sue dipendenze: solo i governanti assiri che effettivamente controllarono Babilonia usarono il titolo e quando l'Assiria perse definitivamente il controllo di Babilonia a favore dell'Impero neo-babilonese, i governanti di quell'impero lo adottarono. L'ultimo re ad usare questa titolatura fu Ciro il Grande (circa 559-530 a.C.), che assunse diversi titoli mesopotamici tradizionali dopo la sua conquista di Babilonia nel 539 a.C.

## Storia

### Contesto (2334-2112 a.C.)

L'Impero di Akkad al suo apice sotto Narām-Sîn (regno 2254-2218 a.C.)

Nel XXIV-XXIII secolo a.C., Sargon di Akkad fondò il primo grande impero mesopotamico conosciuto: l'Impero accadico con capitale Akkad. Una delle regioni più importanti di quel vasto impero era Sumer, nel meridione della Bassa Mesopotamia, dove le città stato avevano gareggiato tra loro per il dominio "universale" per secoli. I titoli reali usati da Sargon e successori furono pertanto Re di Akkad (accadico: šar māt Akkadi) e Re di Sumer (accadico: šar māt Šumeri). I re accadici introdussero anche alcuni titoli reali onorari aggiuntivi, tra cui "Re dell'universo" (šar kiššatim) di Sargon e "Re dei quattro angoli del mondo" (šar kibrāt erbetti) di Narām-Sîn (nipote di Sargon). L'unione politica di Sumer e Akkad sotto l'Impero accadico, il più grande impero che il mondo avesse allora visto, fu percepita epocale dai contemporanei e Sargon e Narām-Sîn presto divennero figure leggendarie, spesso citate nella posteriore storia mesopotamica.
Durante il regno del figlio di Narām-Sîn, Shar-kali-sharri (2217-2193 a.C.), l'Impero accadico iniziò a collassare a causa della siccità diffusa e dell'invasione dei nomadi Gutei. Nel 2100 a.C., i Gutei distrussero Akkad e soppiantarono la dinastia Sargonica regnante con la propria linea di re Sumeri. La cosiddetta dinastia Gutiana non durò a lungo, essendo stata cacciata intorno al 2112 a.C. e sostituita dai re di Ur che avviarono un nuovo periodo della civiltà sumera denominata Terza dinastia di Ur o Impero neo-sumero.

### Creazione del titolo (2112-1717 a.C.)

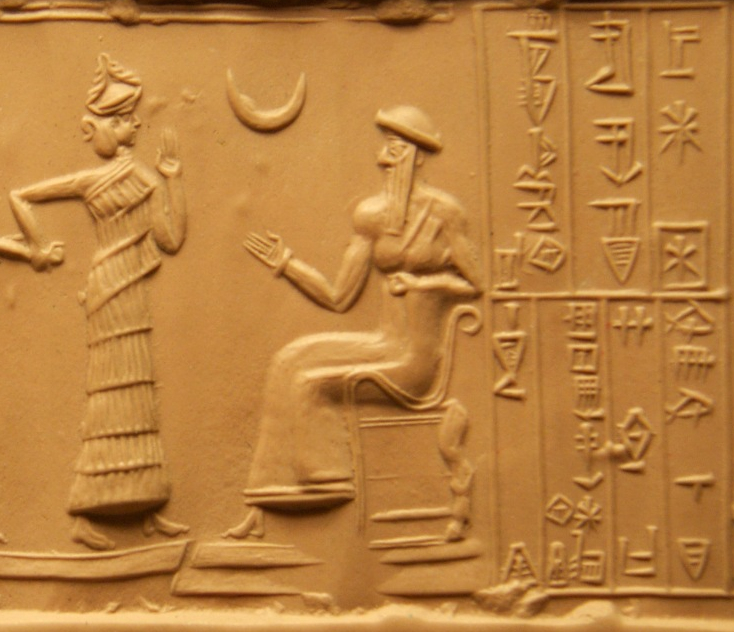
Ur-Nammu (Terza dinastia di Ur, regno 2112–2095 a.C.) in trono, da uno dei suoi sigilli cilindrici.
Ur-Nammu introdusse il titolo di "Re di Sumer e Akkad" per affermare il suo dominio su tutta la Bassa Mesopotamia.

Il fondatore della III Dinastia di Ur, re Ur-Nammu (regno 2112-2095 a.C.) ricombinò i titoli reali accadici coniando il nuovo titolo di "Re di Sumer e Akkad" (accadico: šar māt Šumeri u Akkadi) nel tentativo di unificare le parti meridionale e settentrionale della Bassa Mesopotamia ("Akkad" stava quindi ad indicare la regione settentrionale e non la città, allora in rovina) proclamando la riunificazione di Sumer e Akkad. Alcuni studiosi suggeriscono che Sargon di Akkad, durante il suo regno, fu espressamente contrario a collegare Sumer e Akkad in questo modo.
C'era qualche precedente in Mesopotamia per doppi titoli di questo tipo. Nel tardo Periodo protodinastico, i doppi titoli venivano talvolta usati per esprimere il controllo su tutto il territorio di Sumer, includendo riferimenti alle città di Uruk e Ur. A quel tempo, i titoli speciali, come "Signore di Sumer e Re della nazione", erano solitamente unici per un singolo sovrano e, nella maggior parte dei casi, la parola "re" (o un equivalente) vi veniva ripetuta, come in "Re di Uruk e Re di Ur", usato dai re Lugalkiginedudu e Lugalkisalsi (circa 2400 a.C.). Prima della creazione di titoli come "Re di Sumer", "Re di Sumer e Akkad" e più vanagloriosi come "Re dei Quattro Angoli del Mondo" e "Re dell'Universo", non c'erano titoli che designassero un sovrano regionale e lo specificassero come più potente del sovrano di una sola città. La maggior parte dei titoli seguiva la forma "Re di" + nome della città".
Ur-Nammu avrebbe potuto piuttosto prendere in prestito l'idea del titolo combinato dal re hurrita Atal-shen, sovrano della terra di Subartu nei decenni immediatamente precedenti il regno di Ur-Nammu. Il titolo di Atal-shen era "Re di Urkis e Nawar ", un titolo che combina i nomi di due città distanti l'una dall'altra per rivendicare il dominio sull'intera terra compresa tra i due estremi (es. Subartu). Ur-Nammu fu riconosciuto dal sacerdozio a Nippur, una città religiosamente importante, con il titolo di "Re di Sumer e Akkad" e incoronato sovrano delle due terre che circondano Nippur "a destra e a sinistra". Sebbene il titolo sia ben attestato solo per Ur-Nammu e suo figlio Shulgi (regno 2094–2047 a.C.), era il titolo reale principale della III Dinastia di Ur, insieme a quello di "Re di Ur". Il titolo ha continuato ad essere rinomato nella successiva dinastia di Isin (1953-1717 a.C.) dopo il crollo della III Dinastia di Ur. È possibile che il suo uso continuato fosse dovuto al fatto che la regione settentrionale di Akkad otteneva una sorta di vantaggio socio-economico sulla regione meridionale di Sumer.

### Re babilonesi e assiri (1728-539 a.C.)

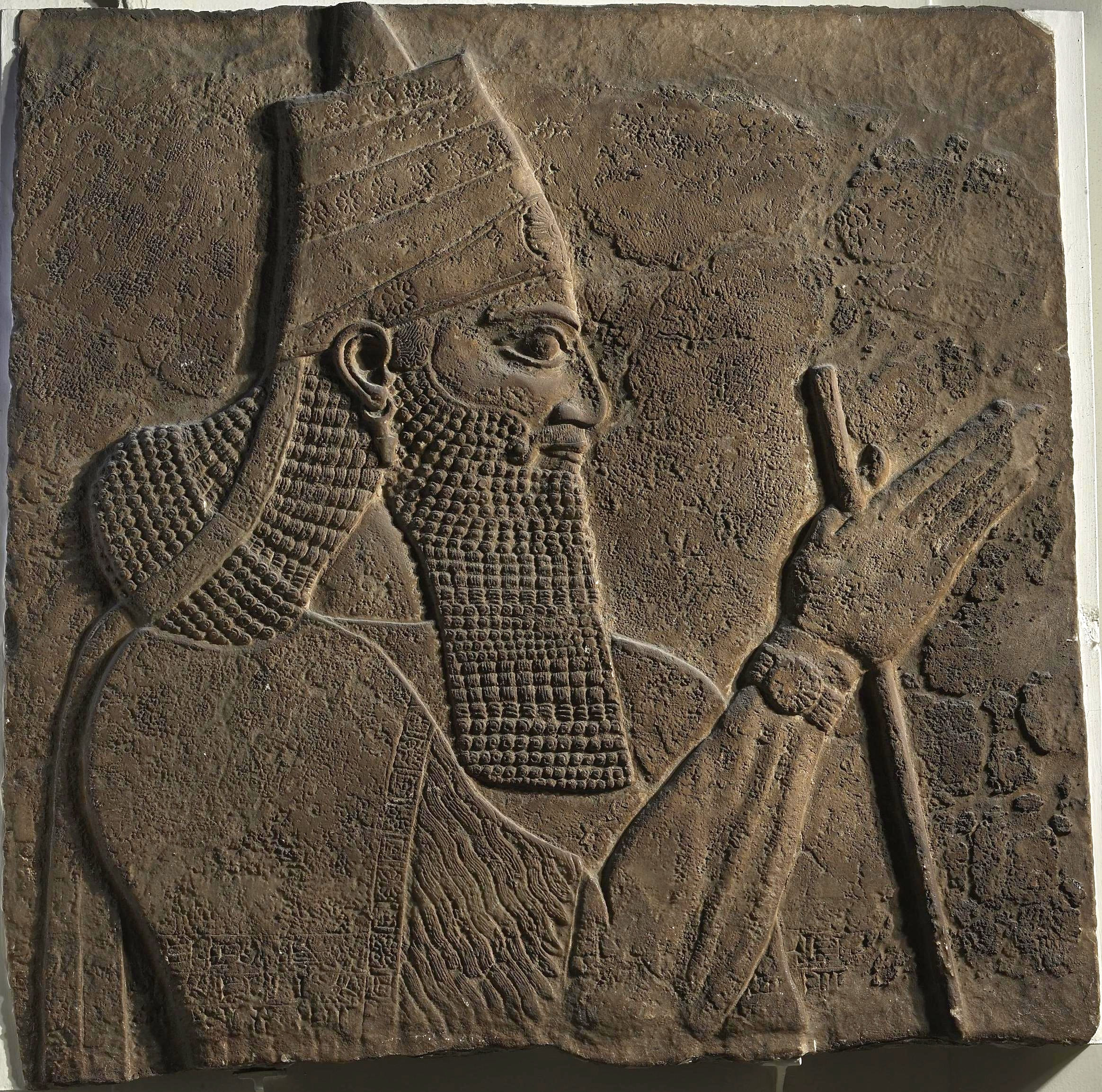
Il re assiro Tiglatpileser III (re dal 745 al 727 a.C.) su una stele (ora al British Museum) dalle pareti del suo palazzo. Prima di Tiglatpileser, per secoli i re assiri (se si eccettua una parentesi con Shamshi-Adad V) non avevano utilizzato il titolo di "Re di Sumer e Akkad".

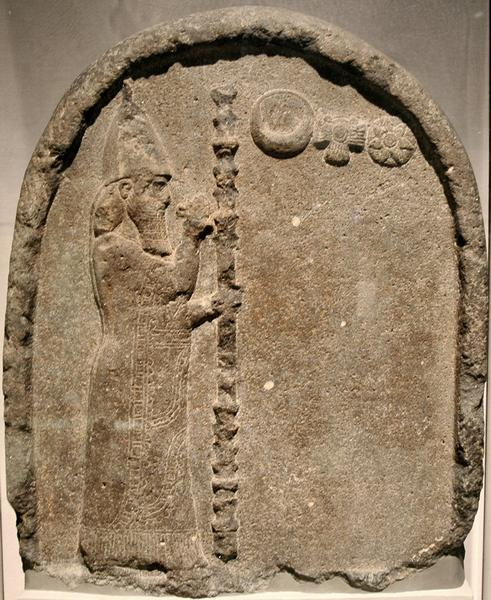
Il re babilonese Nabonide (re dal 556 al 539 a.C.) mentre prega la luna, il sole e Venere (British Museum). Nabonide fu uno degli ultimi sovrani a usare il titolo di "Re di Sumer e Akkad".

Dopo il crollo della dinastia di Isin, il re Rim-Sin di Larsa (circa 1758–1699 a.C.) ne rivendicò l'eredità ma fu presto sconfitto da Hammurabi di Babilonia (regno 1728–1686 a.C.) che annetté il considerevole regno governato da Rim-Sin, comprendente città importanti come Uruk e la capitale Isin. Attraverso la conquista totale o costringendo altri stati a rendere omaggio, Hammurabi estese il dominio babilonese in tutta la Mesopotamia e mentre il suo primo regno può essere caratterizzato come una sorta di doppia monarchia, governando egli sia Sumer sia Akkad come entità più o meno separate, le sue conquiste a nord-est e nord videro la formazione di un vero impero che non sarebbe però rimasto intatto sotto i suoi successori. Come parte della formazione del suo impero, Hammurabi prese il tradizionale titolo di "Re di Sumer e Akkad" che dopo il suo regno appare sporadicamente nei titoli dei re babilonesi fino all'VIII secolo a.C.
Oltre ai re babilonesi, i sovrani assiri che riuscirono a conquistare e controllare Babilonia e Sumer usarono il titolo di "Re di Sumer e Akkad". Il primo re assiro a riuscirci fu Tukulti-Ninurta I (regno 1244–1208 a.C.) ma dopo di lui Babilonia riguadagnò rapidamente l'indipendenza e come tale il titolo non sarebbe stato usato da un sovrano assiro per cinquecento anni (fu rivendicato da Shamshi-Adad V, regnante 824-811 a.C., che in realtà non controllava Babilonia) fino a quando Babilonia fu riconquistata da Tiglatpileser III (regno 745–727 a.C.). Morto Tiglatpileser III, Babilonia si ribellò di nuovo e Sargon II (regno 722-705 a.C.) fu costretto a riconquistarla, usando il titolo solo dopo la sua vittoria. Per ragioni sconosciute, l'erede di Sargon II, Sennacherib, scartò il titolo che fu però reintrodotto dal suo erede, Esarhaddon.
Alla luce delle conquiste meridionali dell'Impero neo-assiro, i titoli e gli epiteti meridionali, tra cui "Re di Sumer e Akkad", sarebbero stati importanti per affermare il controllo. Il titolo permetteva al re assiro di allinearsi sia con la cultura accadica sia con quella sumera sia di rivendicare il controllo su tutta la Bassa Mesopotamia. Per gli Assiri, il titolo non era solo una rivendicazione del prestigio e dell'eredità di Sargon di Akkad e dell'Impero accadico ma anche un'affermazione formale della sovranità su Babilonia. Dopo che l'Impero neo-assiro perse definitivamente il controllo su Babilonia con la fondazione dell'Impero neo-babilonese, i re assiri cessarono di usare il titolo. "Re di Sumer e Akkad" fu invece adottato dal primo re neo-babilonese, Nabopolassar (regno 626-605 a.C.) e continuò ad essere usato dagli imperatori neo-babilonesi fino alla loro caduta.

### Ciro il Grande (539 a.C.)
Nel 539 a.C., Ciro il Grande, fondatore dell'impero achemenide, conquistò Babilonia e pose fine all'Impero neo-babilonese. Come parte della sua conquista, Ciro creò un deposito di fondazione da seppellire nelle mura di Babilonia, ora noto come Cilindro di Ciro, con testo scritto in caratteri cuneiformi accadici. Nel testo del cilindro, Ciro assume diversi titoli mesopotamici tradizionali, inclusi quelli di "Re di Babilonia", "Re di Sumer e Akkad" e "Re dei quattro angoli del mondo".
La maggior parte dei titoli mesopotamici adottati da Ciro, tranne quello di "Re di Babilonia", non furono usati dai suoi successori ma altri titoli mesopotamici simili continuarono ad essere adottati. Il popolare titolo regale "Re dei Re" (accadico šar šarrāni), usato dai monarchi dell'Iran fino all'Età Moderna, era originariamente un titolo introdotto dall'assiro Tukulti-Ninurta I nel XIII secolo a.C., lo stesso re assiro che aveva prima conquistato Babilonia. Il titolo di "Re delle Terre", usato anche dai monarchi assiri almeno da Salmanassar III (regno 859-824 a.C.), fu parimenti adottato anche da Ciro il Grande e dai suoi successori.

## Lista dei re di Sumer e Akkad
Re di Sumer e Akkad nella terza dinastia di Ur:
Introdotto da Ur-Nammu, il titolo di Sumer e Akkad era un importante titolo reale durante la Terza dinastia di Ur.
- Ur-Nammu (regno 2112-2095 a.C.)[11][13]
- Shulgi (regno 2094-2047 a.C.)[11][13]
- Amar-Sin (regno 2046-2038 a.C.)[13]
- Shu-Sin (regno 2037-2029 a.C.)[13]
- Ibbi-Sin (regno 2028-2004 a.C.)[13]

Re di Sumer e Akkad nella dinastia di Isin:
Re di Sumer e Akkad continuarono ad essere il principale titolo reale che rivendicava la regalità sulla Mesopotamia durante la dinastia di Isin.
- Ishbi-Erra (regno 1953-1920 a.C.)[13]
- Shu-Ilishu (regno 1920-1900 a.C.)[13]
- Iddin-Dagān (regno 1900-1879 a.C.)[13]
- Ishme-Dagan (regno 1879-1859 a.C.)[13]
- Lipit-Ishtar (regno 1859-1848 a.C.)[13]
- Ur-Ninurta (regno 1848-1820 a.C.)[13]
- Bur-Sin (regno 1820-1799 a.C.)[13]
- Lipit-Enlil (regno 1799-1794 a.C.)[13]
- Erra-Imittī (regno 1794-1786 a.C.)[13]
- Enlil-bani (regno 1786-1762 a.C.)[13]
- Zambiya (regno 1762-1759 a.C.)[13]
- Iter-pisha (regno 1759-1755 a.C.)[13]
- Ur-du-kuga (regno 1755-1751 a.C.)[13]
- Suen-magir (regno 1751-1740 a.C.)[13]
- Damiq-ilishu (regno 1740-1717 a.C.)[13]

Re di Sumer e Akkad a Larsa:
- Sin-Iddinam (regno 1785-1778 a.C.)[24]
- Rim-Sin (regno 1758-1699 a.C.)[14]

Re di Sumer e Akkad in Babilonia:
Rivendicato da Hammurabi dopo la sua conquista della Mesopotamia, il titolo fu usato sporadicamente dai re babilonesi fino al 700 a.C. Alcuni re che hanno usato il titolo includono;
- Hammurabi (regno 1728-1686 a.C.)[13]
- Karaindash (regno 1410 a.C.)[25]

Re di Sumer e Akkad nell'Impero del Medio Assiro:
Tukulti-Ninurta I era l'unico re medio assiro a detenere Babilonia e come tale l'unico ad assumere il titolo.
- Tukulti-Ninurta I (regno 1244-1208 a.C. circa)[13]

Re di Sumer e Akkad nell'Impero neo-assiro:
Con l'eccezione di Shamshi-Adad V, il titolo era usato solo dai governanti neo-assiri che controllavano effettivamente Babilonia.
- Shamshi-Adad V (regno 824-811 a.C.)[15]
- Tiglatpileser III (regno 745–727 a.C.)[13]
- Sargon II (regno 722-705 a.C.)[13]
- Esarhaddon (regno 681–669 a.C.)[13]
- Assurbanipal (regno 669-631 a.C.)[26]
- Shamash-shum-ukin (re neo-assiro di Babilonia, regno 668-648 a.C.)[27]

Re di Sumer e Akkad nell'Impero Neo-Babilonese:
Dopo aver riconquistato l'indipendenza, i governanti di Babilonia continuarono a usare il titolo.
- Nabopolassar (regno 626-605 a.C.)[3]
- Nabucodonosor II (regno 605-562 a.C.)[3]
- Evil-Merodach (regno 562-560 a.C.)[3]
- Neriglissar (regno 560-556 a.C.)[3]
- Labashi-Marduk (regno 556 a.C.)[3]
- Nabonide (regno 556-539 a.C.)[3]

Re di Sumer e Akkad nell'impero achemenide:
- Ciro il Grande (regno 559-530 a.C.) rivendicò il titolo dal 539 a.C.[19][20]